# Shmuel Rozovsky
Shmuel Rozovsky (Grodno, 1913–1979) était un professeur talmudique à la Yeshiva de Poniovits de Bnei Brak, en Israël qui a compté parmi les grands rabbins de sa génération.

## Biographie
Fils du rabbin Michel Dovid Rozovsky, grand rabbin de la ville et de Sarah Pearl, fille du Rav Avraham Gelburd (le précédent rabbin de Grodno, dès son jeune âge, il commence à étudier avec le rabbin Chaim Leib Shmuelevitz dans la Yechiva du rabbin Shimon Shkop, et devient finalement l'un des principaux élèves du rabbin Shimon Shkop.
En 1935, après la disparition de son père, Shmuel Rozovsky doit fuir vers la Palestine mandataire pour échapper à l’enrôlement de l'Armée russe. Il étudie à la Yéshiva de Lomzah à Petah Tikva. En Palestine, il épouse la fille du rabbin Tzvi Pesach Frank, Grand-rabbin de Jérusalem.
Il commence à donner des cours à la Yeshiva de Lomzah à Petah Tikva aux côtés des rabbins Moshe Shmuel Shapiro, et Elazar Menachem Shach. En 1944, il est appelé par le rabbin Yosef Shlomo Kahaneman pour devenir Rosh Yeshiva de la nouvelle Yechiva de Ponevezh à Bnei Brak. Finalement le Rabbin David Povarsky et le Rabbin Shach l'ont aussi rejoint pour devenir avec lui Rosh Yeshiva de Ponevezh.
Pendant un séjour à l'hôpital à Boston, il demande à avoir une audience exceptionnelle avec le rabbin Joseph B. Soloveitchik.
En outre de son fort accent sur l'étude du talmud, Shmuel Rozovsky travailla à l’amélioration de la perfection personnelle ainsi qu'à l'étude du Moussar et à , ainsi à la nécessitée d'étudier les autres parties de la Torah incluant le H'oumash avec le commentaire de Rachi et de Nahmanide.

## Élèves
- Rabbi Asher Ariéli de la Yeshiva de Mir est un élève de  Rabbi Rozovsky
- Rabbi Binyomin Moskovits, qui fonda la yeshiva Midrash Shmouel à Shaarei Hesed, Jerusalem.
- Rabbi Ephraim Kirshenbaum, Rav de Beis Medrash Pnei Shmouel, Ramat Beit Shemesh
- Rav Kats ,Roch Yechiva des institutions Yad Mochdehai de la Rue Pavée à Paris 4 située dans le Marais.

## Œuvres
- H'idoushé Rabbi Shmouel
- Shioureé Rabbi Shmouel
- Zih'ron Shmouel